# Mats Öberg
Mats Öberg, född 25 februari 1971 i Umeå, är en svensk pianist/keyboardist. 
Öberg är blind sedan födseln. Han spelar bland annat i Mats/Morgan band tillsammans med Morgan Ågren. Bandet (ursprungligen kallat  Zappstetoot) bildades redan 1981, alltså när Mats bara var 10 år och Morgan 14 år. Detta bildande skedde inför en spelning på ett musikkafé i Yttertavle utanför Umeå, där de – helt utan gemensamma repetitioner – spelade låtar av Beatles och Frank Zappa . Och när Frank Zappa spelade i Stockholm 1988 fick duon chansen att spela någon låt med bandet, på scen inför publik, vilket ledde till att de 1993 bjöds in till projekten Zappa's Universe och Zappa at Lincoln Center.
Öberg har även spelat med Mats Öberg Trio, Ale Möller Band, Fläskkvartetten, Lena Willemark, Frank Zappa, Mikael Ramel, Jonas Knutsson, Jimmy Ågren, King Crimson med flera. Han har utbildat sig vid Kungliga Musikhögskolan, för bland andra Carl-Axel Dominique  och Stefan Nilsson.
Mats Öberg har brett musikaliskt påbrå. Hans far Staffan Öberg spelar saxofon och hans farbröder Sten Öberg och Stig-Ola Öberg hör till Umeåområdets mest meriterade jazztrumslagare. Mats Öberg är också systerson till pianisten och kompositören Bernt Egerbladh.

## Priser och utmärkelser
- 2007 – Bert Levins stiftelse för jazzmusik
- 2008 – Jan Johansson-stipendiet
- 2018 – Monica Zetterlund-stipendiet[7]
- 2019 – Legitimerad legend
- 2020 – Grammis för Årets Folkmusik till Willemark/Knutsson/Öberg: Svenska Låtar.[8]

## Diskografi (urval)

### Mats/Morgan Band
- 1996 – Trends and Other Diseases
- 1997 – The Music or the Money
- 1998 – Radio DaDa
- 1998 – The Teenage Tapes
- 2001 – Live
- 2002 – On Air with Guests
- 2005 – Thanks for Flying With Us
- 2008 – Heat Beats Live (+ Tourbook 1991–2007) (DVD+CD)
- 2014 – [schak tati]

### Jonas Knutsson & Mats Öberg
- 1996 – Vadårå Vadårå
- 2008 – Live

### Solo
- 2006 – In the Moment
- 2007 – Improvisational Two
- 2014 – Improvisational two.five

### Mats Öberg Trio
- 2010 – So Very Mats
- 2013 – Only Live

### Övrigt
- 1993 – Open Your Eyes – Agamon
- 1994 – Lust – Jonas Knutsson Band
- 1995 – The Zombie Hunter – Simon Steensland
- 1996 – Get This Into Your Head – Jimmy Ågren
- 1996 – The Music of Captain Beefheart - Live – Blandade artister
- 1997 – Sol Niger Within – Fredrik Thordendal's Special Defects
- 1998 – Välling & fotogen – G.U.B.B.
- 1999 – Led Circus – Simon Steensland
- 2001 – Glass Finger Ghost – Jimmy Ågren
- 2003 – Close Enough for Jazz – Jimmy Ågren
- 2004 – Bodjal – Ale Möller Band
- 2005 – See You In a Minute - Memories of Don Cherry – Berger Knutsson Spering & Friends. "Vilken Skillnad"-Med Mikael Ramel.
- 2007 – Djef Djel – Ale Möller Band
- 2013 – Alla drömmars sång – Willemark, Knutsson, Öberg
- 2019 – Svenska låtar – Willemark, Knutsson, Öberg
- 2023 – Visa från Inneröra – Willermark, Möller, Knutsson, Öberg[9]